# Сибирь (гостиница, Новосибирск)
«Azimut Отель Сибирь» (ранее «Интурист Сибирь») — трёхзвездочная гостиница в центре Новосибирска. Находится на пересечении улицы Ленина (д. 21) и проспекта Димитрова, рядом с железнодорожным вокзалом. Состоит из 255 номеров.

## История
В ходе широкого общественного обсуждения схемы планировки «Большого Новосибирска», представленной профессором Б. А. Коршуновым в шести вариантах для печати, были высказаны предложения, которые касались главным образом вопросов трассировки железнодорожного транспорта, городских магистралей, размещения промышленности, массового жилища. В 1930 году постановление Экономического совета (ЭКОСО) РСФСР указало на необходимость строить Новосибирск из отдельных небольших городов. В перспективе он должен был стать комплексом из трёх городов: города на правом берегу Оби, города на левом берегу и города в районе нового железнодорожного моста на основе крупного Инского железнодорожного узла. Поскольку акваториальная долина Оби является мощным пространственным композиционным стержнем Новосибирска и всей его обширной агломерации, долгие годы эти прибрежные территории Оби резервировались до того времени, когда появилась возможность застраивать их комплексно и на высоком градостроительном уровне. Например, в 70-80 годы XX века обогатили центр и такие ключевые градостроительные узлы и отрезки улиц, как пространство у Театра «Красный факел» с гостиницей «Интурист (Сибирь)» после пробивки Димитровской магистрали.

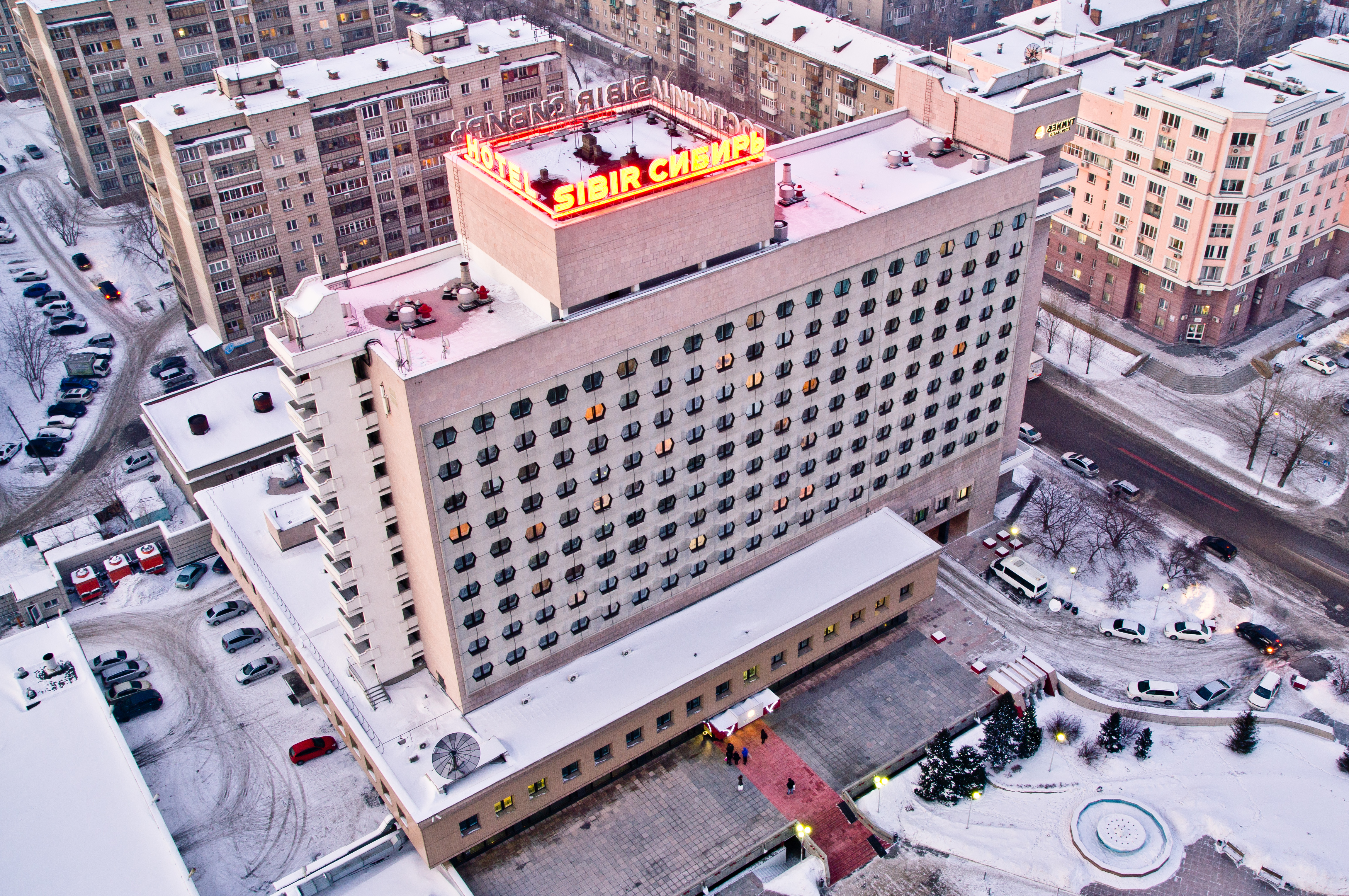
Вид с высоты птичьего полёта

14-этажный монолитный корпус этой гостиницы возвела в 1991 году польская фирма «Будимэкс» по проекту архитекторов М. М. Пирогова, В. И. Добренко и В. Н. Зонова.
Гостиничный комплекс международного класса открылся 8 февраля 1991 года. Он стал частью системы развитого общественно—транспортного узла, который сформировал характерный городской фасад со стороны железной дороги и речной фасад правобережья Новосибирска.

18 июля 1994 года выдана одна из первых в городе лицензий на осуществление туристической деятельности туристической фирме «Гостиничное отделение Интурист гостиничного комплекса „Сибирь“».
В 2008 году суммарный фонд трёх самых крупных гостиниц города — «Новосибирск», «Обь» и «Сибирь» — равнялся 824 номерам, что составляло 70 % рынка гостиничных услуг Новосибирска.
В 2010 году отель вошёл в состав гостиничной сети Azimut Hotels. В августе 2010 года компания подписала договор на управление, а в сентябре приобрела в собственность гостиницу «Сибирь» за 15 миллионов долларов. Инвестиции в ребрендинг составили 10 миллионов рублей.
В 2012 году в составе новосибирской команды, одержавшей бронзовую победу на 35-м Международном конгрессе Всемирной ассоциации кулинарных сообществ (WACS), работал шеф-повар гостиницы «AZIMUT Отель Сибирь» Елена Дроздова.
В 2014 году Azimut Hotels провела реконструкцию отеля. Общая сумма инвестиций в проект составила 25 млн рублей. Площадь строительных работ составила пять тыс. м².

## Общие сведения
В Azimut Отель Сибирь насчитывается 259 номеров для размещения гостей следующих категорий: 25 номеров «Стандарт», 202 номера «Супериор», 13 номеров категории «Полулюкс», 19 номеров категории «Люкс».
Комплекс располагает инфраструктурой для деловых встреч и бизнес—семинаров: 6 конференц-залов общей площадью более 1000 м², комнаты для переговоров. Имеются ресторан, магазины, сауна, бар на 14 этаже, парикмахерская, прачечная-гладильная. На крыше — смотровая площадка.